# Karl Hartung
Pour les articles homonymes, voir Hartung (homonymie).
Karl Hartung, né le 2 mai 1908 à Hambourg (Allemagne) et mort le 19 juillet 1967 à Berlin (Allemagne), est un sculpteur allemand.